# Aleksej Venetsianov

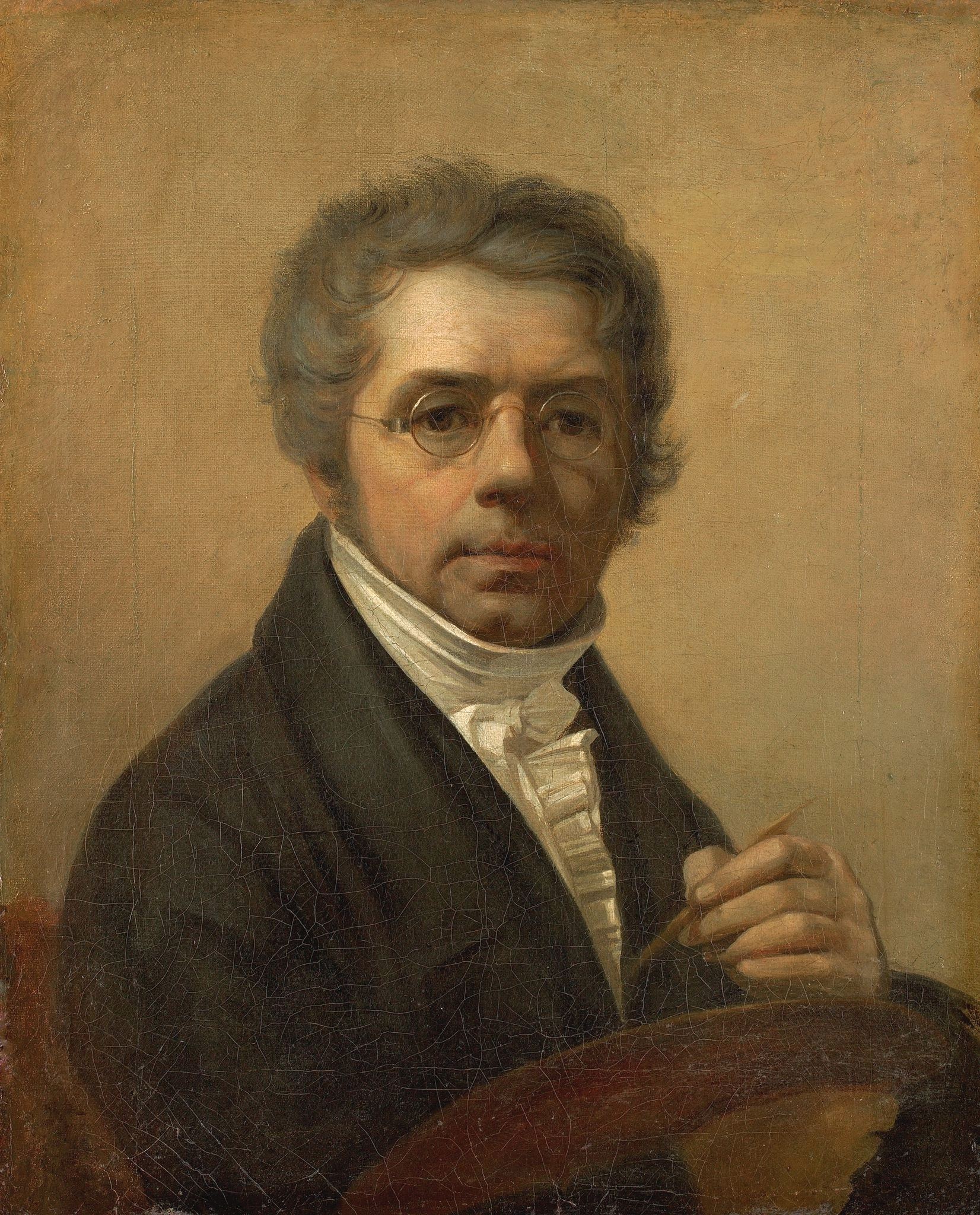
Aleksej Venetsianov, självporträtt (1811)

Aleksej Gavrilovitj Venetsianov (ryska: Алексей Гаврилович Венецианов), född 18 februari (n.s.) 1780 i Moskva, död 16 december (n.s.) 1847 i guvernementet Tver, var en rysk målare. 
Venetsianov utgav 1812 politiska karikatyrer av Napoleon I och hans samtida. Han införde den naturalistiska riktningen i det ryska måleriet och inrättade i sitt hem i guvernementet Tver en målarskola, där 70 elever utbildades. Förutom byscener och bondtyper målade Venetsianov porträtt och religiösa tavlor. Hans dukar är representerade i Rysslands förnämsta konstgallerier.